# Sonate K. 181
La sonate K. 181 (F.131/L.194) en la majeur est une œuvre pour clavier du compositeur italien Domenico Scarlatti.

## Présentation
La sonate K. 181, en la majeur, sans indication dans Venise, est notée Allegro dans le manuscrit de Parme. Le thème est propulsé par le rythme suivant :
et le caractère oriental par ses intervalles de gamme ascendante.

## Manuscrits
Le manuscrit principal est le numéro 5 du volume II de Venise (1752), copié pour Maria Barbara ; les autres sont Parme II 10, Münster IV 33 et Vienne B 33.

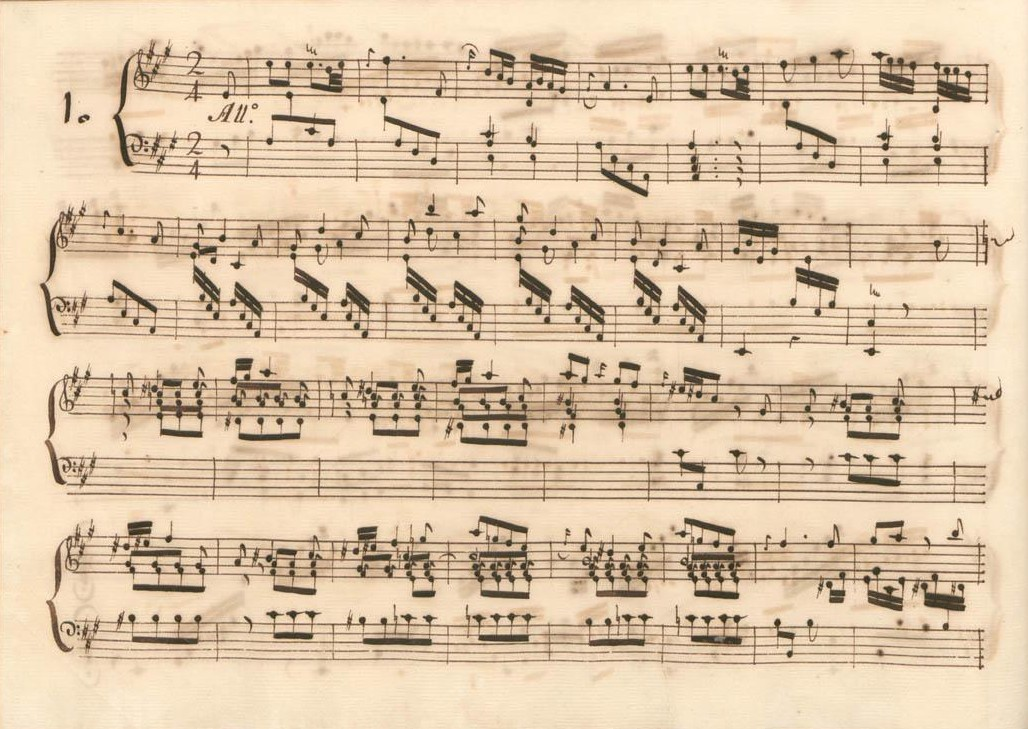
Parme II 10.
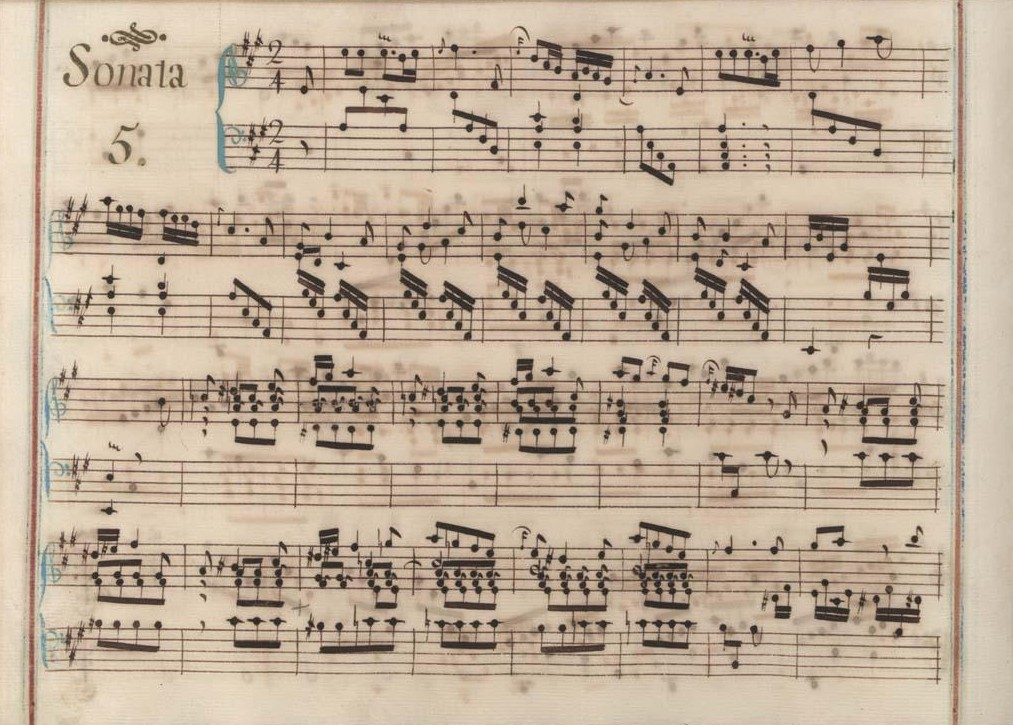
Venise II 5.
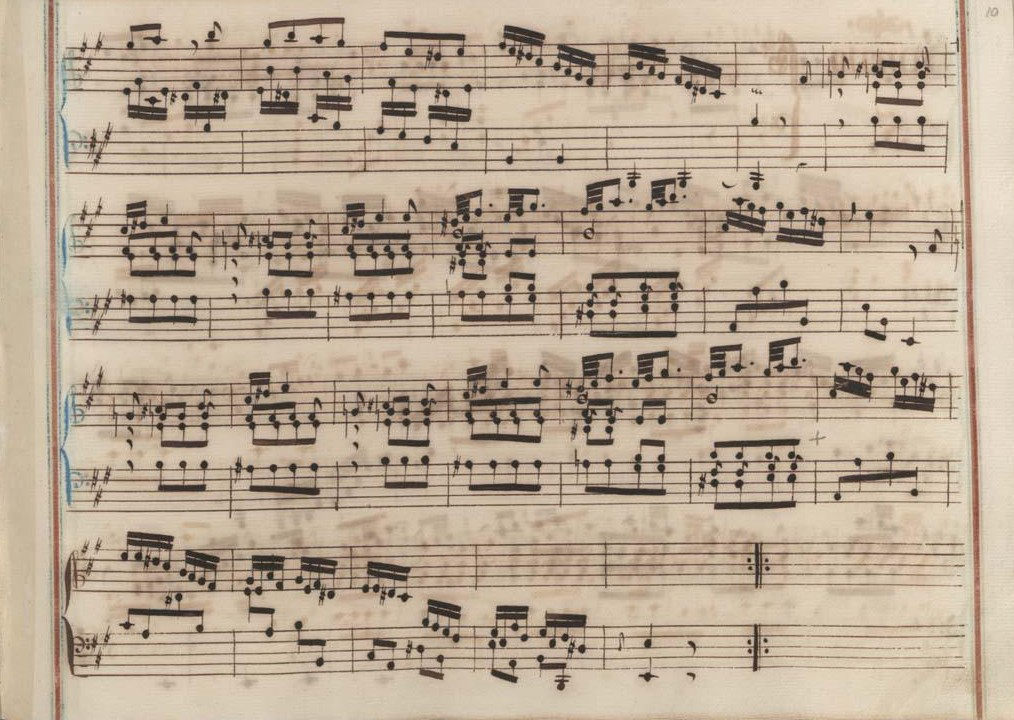
Venise II 5 (fin de la première section).

## Interprètes
La sonate K. 181 est défendue au piano notamment par Soyeon Lee (2006, Naxos, vol. 8), Carlo Grante (2009, Music & Arts, vol. 1) et Guoda Gedvilaitė (2023, Guenuin) ; au clavecin par Scott Ross (1985, Erato), Władysław Kłosiewicz (1997, CD Accord), Enrico Baiano (Symphonia), Kenneth Weiss (2001, Satirino), Richard Lester (2001, Nimbus, vol. 1) et Pieter-Jan Belder (Brilliant Classics, vol. 4).

## Sources
: document utilisé comme source pour la rédaction de cet article.
- Ralph Kirkpatrick (trad. de l'anglais par Dennis Collins), Domenico Scarlatti, Paris, Lattès, coll. « Musique et Musiciens », 1982 (1re éd. 1953 (en)), 493 p. (ISBN 978-2-7096-0118-4, OCLC 954954205, BNF 34689181).
- Alain de Chambure, « Domenico Scarlatti : Intégrale des sonates — Scott Ross », Erato (2564-62092-2), 1985 (OCLC 891183737) .